# Irakere
Irakere (yoruba für Vegetation) ist eine kubanische Band, die 1973 von dem Pianisten Chucho Valdés gegründet wurde. Die Band spielt hauptsächlich afro-kubanischen Jazz und traditionelle kubanische Musik mit Ausflügen in die klassische und Disco- und Fusion-Musik. 

## Geschichte
Die Band hatte 1974 ihren ersten Erfolg mit dem Lied „Bacalao con Pan“ („Kabeljau mit Brot“). Irakere ging bald schon international auf Tournee: Bereits 1978 trat die Gruppe auf dem Jazz Festival Montreux und dem Newport Jazz Festival auf. Der Mitschnitt aus Newport wurde 1979 unter dem Namen Irakere veröffentlicht und gewann im Jahr darauf den Grammy Award für die beste Latin-Aufnahme; das war der erste Grammy für eine Gruppe aus Kuba. 2007 erhielt das Album eine zusätzliche Ehrung durch die Aufnahme in die „Latin Grammy Hall of Fame“, die ausgesuchten historischen Aufnahmen bleibender Qualität oder besonderer Bedeutung vorbehalten ist.
Während es bei der Bläsergruppe eine große Fluktuation gab, blieb der Kern der Rhythmusgruppe gleich. Von Beginn der Gründung blieben der Pianist Chucho Valdés, der Schlagzeuger Enrique Plá, der Bassist Carlos del Puerto sowie der Gitarrist Carlos Emilio Morales. Unter den übrigen Mitgliedern waren so bekannte Musiker wie der Flötist José Luis Cortés, der später NG La Banda gründete, der Perkussionist Miguel „Angá“ Díaz, der später nach Frankreich emigrierte, der Saxophonist Paquito D’Rivera der 1980 während einer Spanientournee die Band verließ und in die Vereinigten Staaten auswanderte, und der Trompeter Arturo Sandoval, der 1981 die Gruppe für eine Solokarriere verließ und 1990 in die USA ging. Weitere Mitglieder waren der Flötist Orlando „Maraca“ Valle, der Sänger und Percussionist Oscar Valdés, die Saxophonisten Carlos Averhoff, César López, Román Filiú, Irving Michel Acao und Javier Zalba, die Trompeter Jorge Varona, Basilio Márquez, Mario Morejon und Julio Padrón sowie weitere Musiker. 
Die Gruppe setzt eine große Bandbreite an Perkussionsinstrumenten ein wie Batá, Abakuá- und Arará-Trommeln, Shékeres, Erikundis, Maracas, Claves, Cencerros, Bongó, Tumbadoras und Güiro.

## Diskografische Hinweise
- 1974 Teatro Amadeo Roldán - Recital
- 1976 Grupo Irakere
- 1979 Chekere Son
- 1979 Irakere
- 1979 Leo Brouwer / Irakere, wiederveröffentlicht als Great Moments / Grandes momentos con Chucho Valdés e Irakere
- 1980 El Coco
- 1980 Cuba Libre
- 1981 Para Bailar Son
- 1981 Live in Sweden
- 1982 Vol. VI
- 1983 Calzada del Cerro
- 1983 Orquesta Sinfónica Nacional
- 1985 Bailando Así
- 1985 Quince Minutos
- 1987 Live at Ronnie Scott’s: The Legendary Irakere in London
- 1989 Homenaje a Beny Moré
- 1991 Felicidad
- 1992 Misa Negra
- 1995 Bailando Así
- 1996 ¡Afrocubanismo Live! Chucho Valdés y Irakrere
- 1997 Cantata a Babalú Ayé - mit Lázaro Ros
- 1999 Indestructible
- 1999 Yemaya
- 2001 Pare Cochero
- 2004 30 Años
- 2013 Live at Ronnie Scott’s, Birmingham. The 1995 BBC Recording (Aufnahmen von 1995)